# حشابة (العدين)

تعديل مصدري - تعديل

حشابة محلة تابعة لقرية الغضيبة، التابعة لعزلة الغضيبة بمديرية العدين إحدى مديريات محافظة إب في الجمهورية اليمنية، بلغ تعداد سكانها 22 حسب تعداد اليمن لعام 2004.